# Spongilla gutenbergiana
Spongilla gutenbergiana är en svampdjursart som beskrevs av Müller, Zahn och Maidhof 1982. Spongilla gutenbergiana ingår i släktet Spongilla och familjen Spongillidae.
Artens utbredningsområde är havet utanför Tyskland. Inga underarter finns listade i Catalogue of Life.